# Campionato europeo maschile under 20 di pallavolo 1966
Il campionato europeo juniores di pallavolo maschile 1966 si è svolto dal 21 al 31 luglio 1966 a Budapest, Dunaújváros, Veszprém e Szombathely, in Ungheria. Al torneo hanno partecipato 16 squadre nazionali europee e la vittoria finale è andata per la prima volta all'Unione Sovietica.

## Regolamento
Le sedici squadre sono state divise in quattro gironi da quattro squadre: dopo la prima fase, le prime due classificate di ogni girone hanno acceduto al girone per il primo posto mentre le ultime due classificate di ogni girone hanno acceduto al girone per il nono posto.

## Gironi
| Girone A                                | Girone B                                  | Girone C                                | Girone D                                   |
| --------------------------------------- | ----------------------------------------- | --------------------------------------- | ------------------------------------------ |
| Francia Germania Ovest Turchia Ungheria | Danimarca Germania Est Jugoslavia Romania | Austria Italia Polonia Unione Sovietica | Belgio Bulgaria Cecoslovacchia Paesi Bassi |

## Classifica finale
| Classifica | Squadre          |
| ---------- | ---------------- |
|            | Unione Sovietica |
|            | Bulgaria         |
|            | Cecoslovacchia   |
| 4          | Francia          |
| 5          | Ungheria         |
| 6          | Romania          |
| 7          | Jugoslavia       |
| 8          | Italia           |
| 9          | Germania Est     |
| 10         | Polonia          |
| 11         | Belgio           |
| 12         | Turchia          |
| 13         | Paesi Bassi      |
| 14         | Germania Ovest   |
| 15         | Austria          |
| 16         | Danimarca        |